# Guglielmina di Prussia (principessa d'Orange)
Federica Sofia Guglielmina di Orange-Nassau, in tedesco Frederika Sophia Wilhelmina, principessa di Prussia (Berlino, 7 agosto 1751 – Palazzo di Het Loo, 9 giugno 1820), era figlia di Augusto Guglielmo di Prussia (1722 – 1758), fratello minore di Federico il Grande, del quale Guglielmina era la nipote preferita, e di Luisa Amalia di Brunswick-Wolfenbüttel (1722 – 1780).

## Biografia

### Il marito, Reggente delle Province Unite
A sedici anni, il 4 ottobre 1767 a Berlino, Guglielmina sposò Guglielmo V di Orange-Nassau, statolder della Repubblica delle Sette Province Unite: letteralmente il 'reggente', un capo militare, dal 1747 unico ed ereditario che, nel complicato sistema costituzionale allora vigente, conviveva con gli Stati Generali, espressione delle sette province, formalmente libere e federate: in pratica sussisteva una diarchia fra un quasi-monarca ed una quasi-repubblica, entrambe dai poteri teoricamente illimitati e, comunque, assai confusi.
Il matrimonio era stato combinato da Luigi Ernesto di Brunswick-Lüneburg, feldmaresciallo Imperiale e gran consigliere del giovane Guglielmo V, che gli si affidava incondizionatamente.

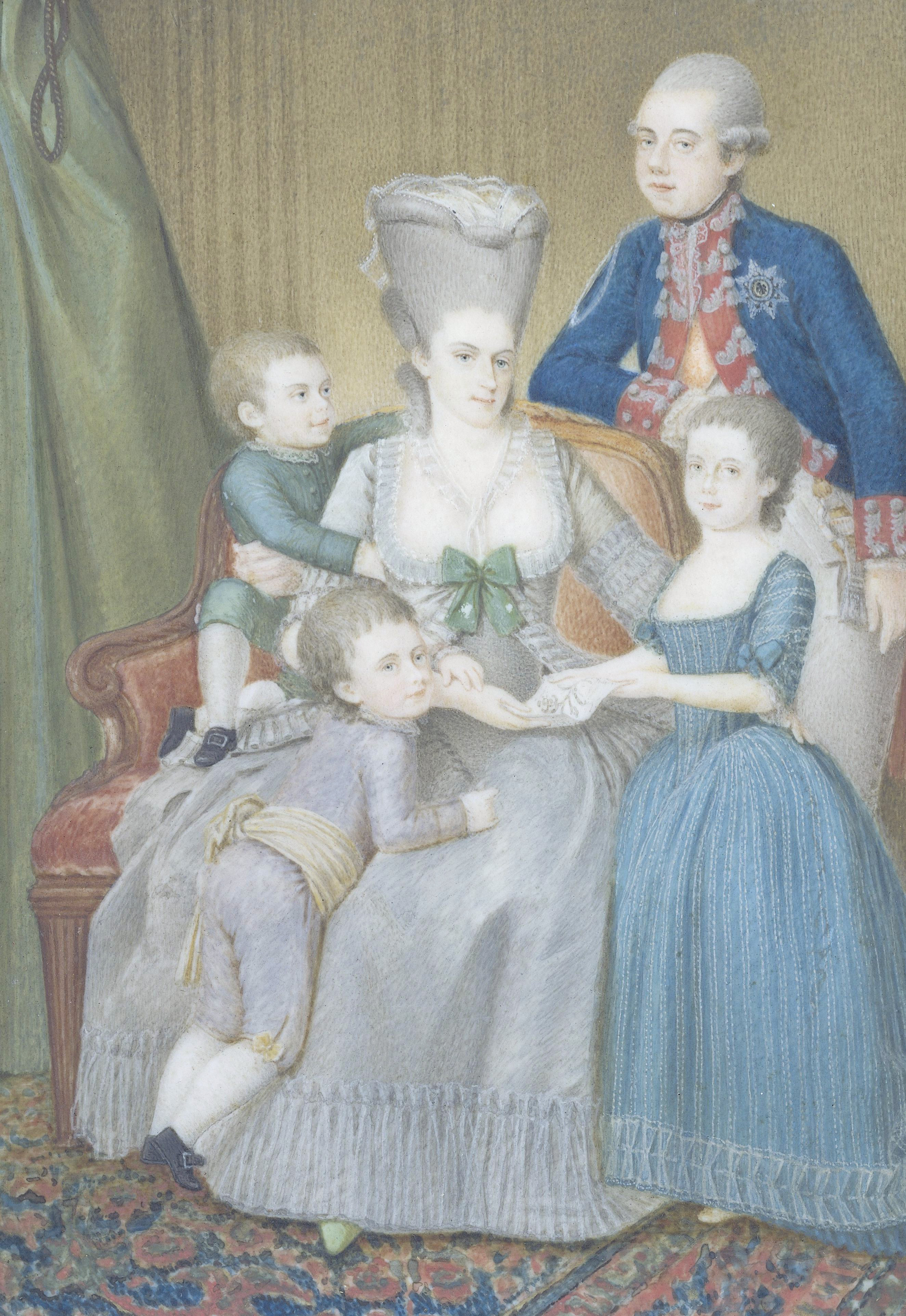
La principessa Guglielmina, il marito Guglielmo V di Orange-Nassau ed i figli.

### Il matrimonio
I predecessori dello statolder (Guglielmo IV, Guglielmo III, Guglielmo II), avevano tutti sposato principesse inglesi: regno cui le Province Unite erano legate da una quasi-centennale alleanza militare, iniziata da un patto di alleanza difensiva, stipulato nel 1678, poi rafforzata dalla Gloriosa rivoluzione del 1688. Era un'epoca in cui i due stati potevano essere considerati pari, almeno per potenza marittima e commerciale.
Nella seconda metà del XVIII secolo, al contrario, la crescente concorrenza commerciale e coloniale dell'ascendente potenza britannica aveva provocato il graduale ma irrimediabile trasferimento dell'egemonia commerciale europea da Amsterdam a Londra. La conseguente impopolarità degl'inglesi nelle Province Unite aveva consigliato di mutare politica matrimoniale a favore del commercialmente inane, ma militarmente potente, Regno di Prussia, ancora governato dal leggendario Federico il Grande, il quale aveva ormai terminato le lunghe guerre che gli avevano consentito di assicurare il proprio predominio nella Germania settentrionale.
Guglielmina era inoltre sorella dell'erede al trono di quel regno, dal momento che Federico il Grande non aveva figli: lo statolder sarebbe, quindi, divenuto cognato del re di una delle due grandi nazioni protestanti d'Europa.
Per finire la madre di Guglielmina, era sorella dello stesso gran consigliere Luigi Ernesto di Brunswick-Lüneburg, il quale, in tal modo, rafforzava la propria presa sugli Orange-Nassau.

### I figli
Giunta nel Paese di adozione, la giovane principessa venne ben accolta per le sue maniere cortesi ed una vivace intelligenza.  Col tempo, si mostrò donna fiera e politicamente ambiziosa.
Negli anni successivi al matrimonio, caratterizzati dalla continuazione della decadenza economica e dello stallo politico che affliggeva le Province Unite, Guglielmina mise al mondo cinque figli:
- Un figlio senza nome (23 marzo - 24 marzo 1769);
- Federica Luisa Guglielmina, Principessa di Orange-Nassau (28 novembre 1770 - 15 ottobre, 1819), che sposò Carlo Giorgio Augusto di Brunswick-Wolfenbüttel, il figlio maggiore di Carlo, duca di Brunswick[1] e della principessa Augusta del Galles;
- Un figlio senza nome (nato e morto il 6 agosto 1771);
- Guglielmo I dei Paesi Bassi (25 agosto 1772 - 12 dicembre 1843);
- Guglielmo Giorgio Federico d'Orange-Nassau (15 febbraio 1774 - 6 gennaio 1799).

### La Prima Rivoluzione batava: Accelerazione della crisi
Seguì una grave accelerazione della crisi, segnata dal coinvolgimento delle Province Unite nella guerra d'indipendenza americana accanto a Francia e Spagna: la quarta guerra anglo-olandese (1780-1784) fu, sin dall'inizio, segnata dalla disastrosa impreparazione militare delle Province Unite e permise alla Gran Bretagna di occupare molte delle colonie e basi olandesi sparse per il mondo e di bloccare ermeticamente le coste metropolitane, producendo effetti devastanti sul commercio e l'industria dei Paesi Bassi.

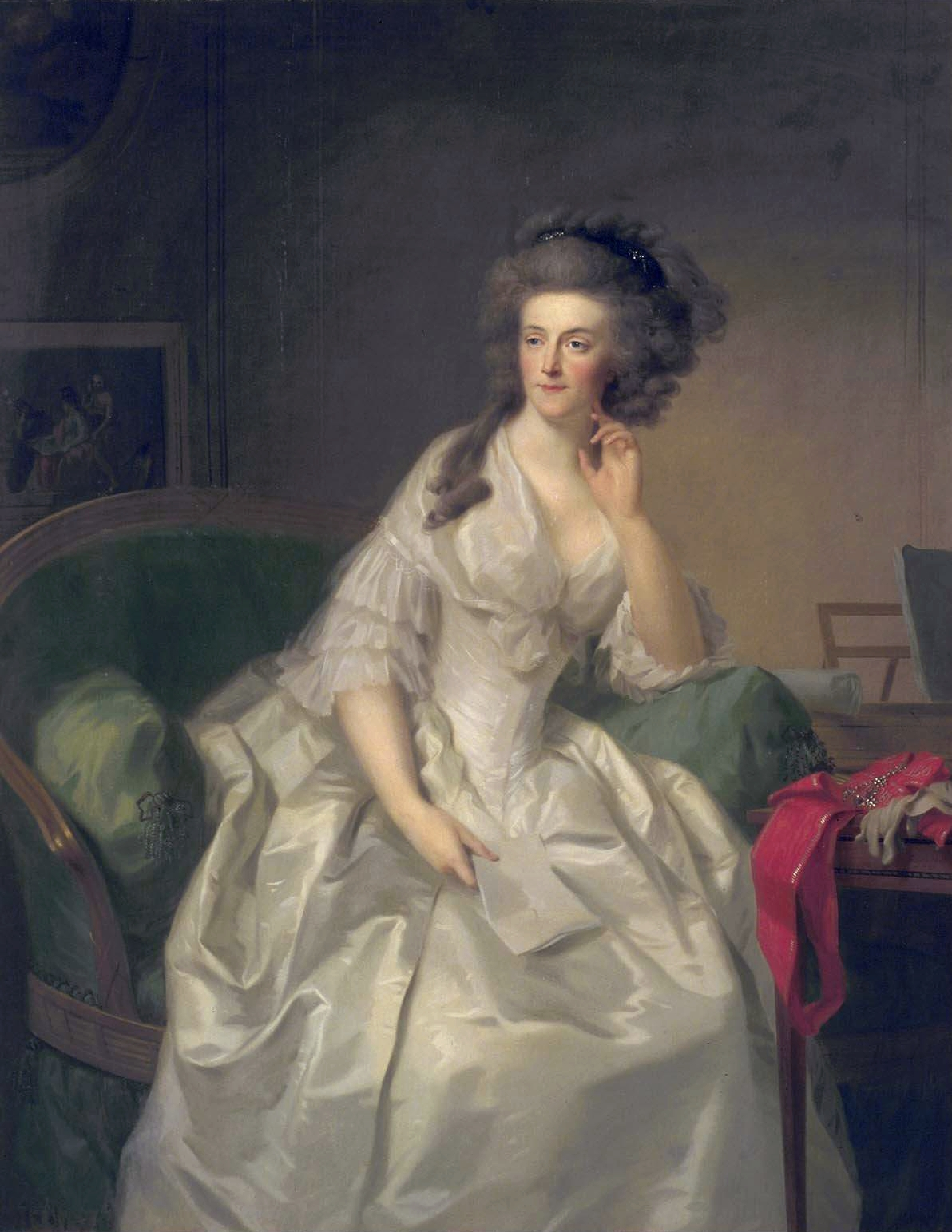
Ritratto della principessa, opera di Johann Friedrich August Tischbein, ca.1789

La responsabilità del disastro venne attribuita, principalmente ma ingiustamente, a Guglielmo V.  Ciò favorì l'emergere di un nuovo movimento politico democratico che, stanti le circostanze belliche, prese a chiamarsi dei Patrioti: i suoi leader, decisamente influenzati dalla Rivoluzione Americana e dall'Illuminismo dei polemisti francesi degli anni '80, volevano rifondare la Repubblica delle Sette Province Unite su nuove basi, cancellando innanzitutto il ruolo quasi-monarchico dello statolder.

### La Rivoluzione
Ebbe così inizio la cosiddetta Prima Rivoluzione batava, nel corso della quale Guglielmina ebbe un ruolo determinante nel salvare il potere della dinastia: a seguito di una rivolta organizzata all'Aia dal partito dei Patrioti nel settembre 1786, lo statolder era fuggito nel Palazzo di Het Loo, presso Apeldoorn nella Gheldria, una provincia fedele. Circa dieci mesi più tardi, essendo la situazione entrata in stallo, Guglielmina impose al marito il proprio rientro all'Aia: partita il 28 giugno 1787, venne bloccata lungo il percorso a Vlist, nei pressi della cittadina di Gouda, da un gruppo di miliziani.  Benché trattata con il dovuto rispetto, le venne comunicato il divieto a procedere oltre senza il consenso degli Stati d'Olanda.  Un consenso che lei si rifiutò di attendere, rientrando invece in Nimega.
Subito gli ambasciatori britannico e prussiano chiesero agli Stati Generali la punizione degli ufficiali coinvolti.  Non avendola ottenuta, il fratello di Guglielmina e neo-re di Prussia, Federico Guglielmo II, inviò un corpo di spedizione forte di 26.000 uomini, al comando di Carlo, duca di Brunswick: l'esercito passò il confine il 13 settembre e, avendo incontrato una resistenza quasi nulla da parte dei Patrioti, prese l'Aia il 17 settembre 1787 ed Amsterdam il 3 ottobre, per capitolazione.

### La restaurazione orangista
Le circostanze del ritorno al potere avevano fortemente aumentato l'influenza di Guglielmina sulla politica del marito, ormai ristabilito nei suoi poteri.  Fu sotto il suo impulso che venne assunta una serie di decisioni che compromisero irrimediabilmente la popolarità degli Orange-Nassau:
- Venne subito emanato un corpo organico di provvedimenti repressivi:  taluni indispensabili, come la dissoluzione delle Società di tiro, l'epurazione di diversi consigli cittadini, l'arresto e la punizione dei più esposti, altri inutilmente crudeli, quali l'esclusione dei delitti politici dall'amnistia generale, emanata il 21 novembre, con eccezioni[3] talmente ampie da costringere numerosissimi Patrioti all'esilio.
- La permanenza sul suolo nazionale di 4 000 soldati Prussiani, segno di una sudditanza che ebbe sanzione con la firma della Triplice Alleanza del 1788: in pratica essa fissò un condominio nella protezione delle Province Unite fra Berlino (che aveva appena liberato il Paese) e Londra, che aveva severamente sconfitto le Province Unite nel corso della recente Quarta guerra anglo-olandese). Non solo, nel 1791 il diciannovenne Guglielmo, figlio primogenito di Guglielmina, sposò la figlia del di lei fratello Federico Guglielmo II, anch'essa chiamata Guglielmina di Prussia.
- L'imposizione, a chiunque ricoprisse un incarico pubblico, di giurare che le alte ed ereditarie dignità conferite al Principe di Orange (ora statolder generale) fossero parte essenziale non solo della costituzione di ciascuna provincia, ma dell'intero Stato: ciò che fissava in qualche modo la principale contraddizione dell'assurda situazione istituzionale della Repubblica delle Sette Province Unite, ove il quasi-monarca assumeva una supremazia de facto nell'ambito della quasi-repubblica.

In definitiva Guglielmo V, ridotto a pupazzo delle due grandi potenze, non poté operare alcuna riconciliazione con i partiti avversi: ne uscì in pezzi anche la popolarità di Guglielmina, tanto che un testimone francese attribuiva la fine delle libertà repubblicane de facto non solo all'assurda ostinazione di un solo uomo, ma anche alla vanità di una donna.

### La Seconda Rivoluzione batava e l'esilio

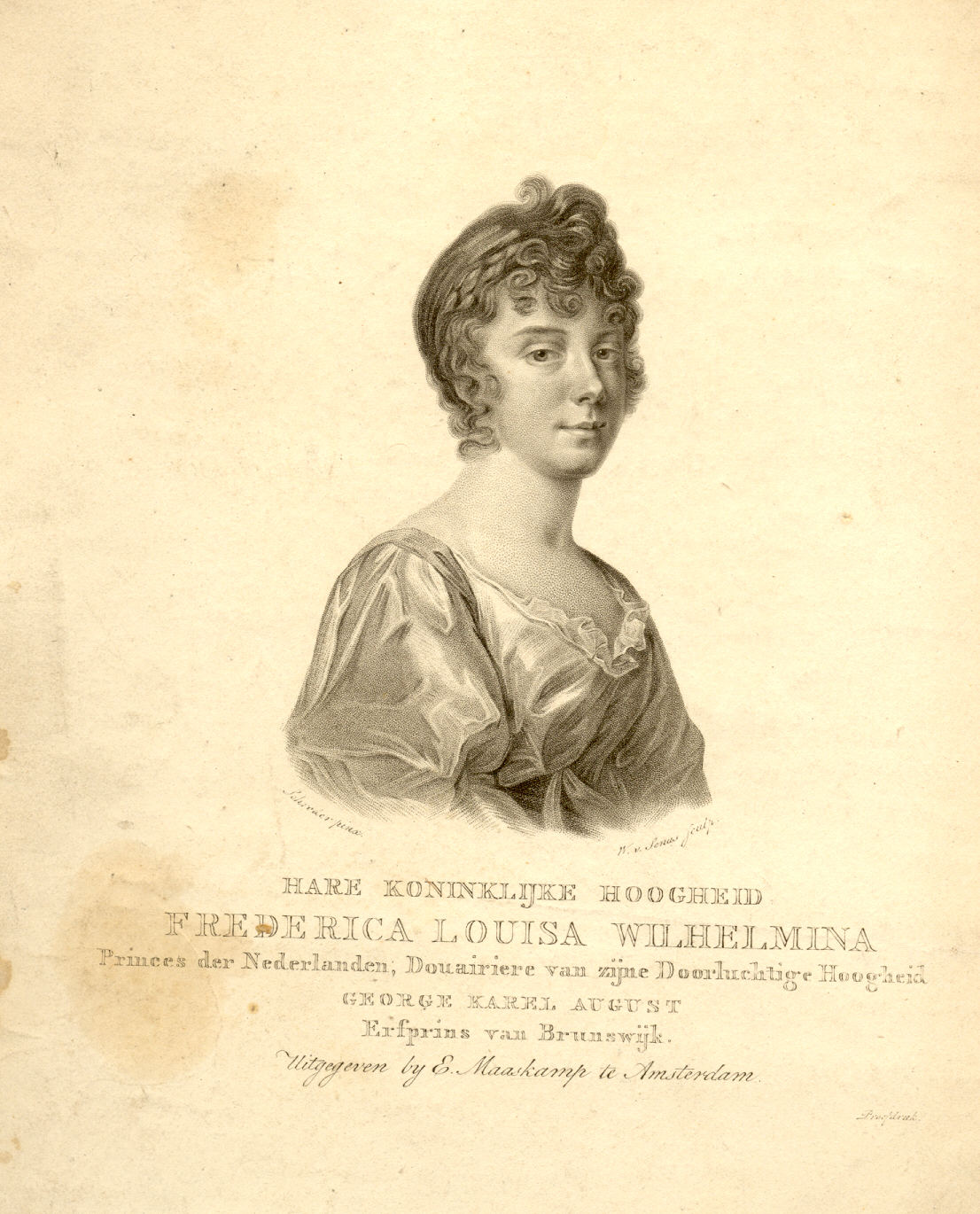
Ritratto di Luisa Guglielmina di Prussia, nuora della principessa, opera del Willem van Senus, ca. 1816.

In aggiunta a tutto ciò la coppia si attirò l'ostilità accanita dei democratici francesi, i quali parlavano, ormai non a torto, di "legame servile con la Corte di San Giacomo e di Berlino" ed il 1º febbraio 1793, dichiararono guerra contemporaneamente all'Inghilterra ed Province Unite. In ciò Parigi era incoraggiata dai molti Patrioti olandesi colà in esilio: questi, con l'inizio della Rivoluzione francese, avevano preso a frequentare in gran numero i club parigini, in particolare il club dei Giacobini, ed avevano radicalizzato le proprie posizioni, sino ad invocare l'invasione della loro patria che consideravano oppressa.
Accadde così che nel gennaio-febbraio 1795, un esercito rivoluzionario francese, guidato dal generale Pichegru, invase le Province Unite.  Ed i Patrioti olandesi ne approfittarono per dare avvio alla cosiddetta seconda Rivoluzione batava, e tornarono al potere.

### Inghilterra e Germania
Lo statolder fuggì in Inghilterra, presso il cugino e protettore Re Giorgio.  La coppia cominciò allora un lungo esilio, prima a Kew, poi nei possedimenti aviti del marito a Nassau, infine nei possedimenti aviti di lei, a Braunschweig.  Qui Guglielmo morì, il 9 aprile 1806.  Dopodiché Guglielmina, con al seguito la figlia, visse in diverse località della Confederazione del Reno.

### Ascesa al trono del figlio e rientro nei Paesi Bassi
Il figlio primogenito, che aveva seguito la famiglia nell'esilio, rientrò il 30 novembre 1813 nel porto di Scheveningen, nei Paesi Bassi.  Pochi giorni dopo venne acclamato principe sovrano e poi, il 16 marzo 1815, si proclamò sovrano del neonato Regno Unito dei Paesi Bassi, con il titolo di Guglielmo I
Qui, nel 1814, lo raggiunsero Guglielmina e la di lei figlia.  Guglielmina morì il 9 giugno 1820 nel Palazzo di Het Loo.

## Ascendenza
|                                             |                                            |                                         | Genitori                                                     |  |  | Nonni |  |  | Bisnonni              |  |  | Trisnonni                         |  |
|                                             |                                            |                                         |                                                              |  |  |       |  |  | Federico I di Prussia |  |  | Federico Guglielmo di Brandeburgo |  |
|                                             |                                            |                                         |                                                              |  |  |       |  |  | Federico I di Prussia |  |  | Federico Guglielmo di Brandeburgo |  |
|                                             |                                            | Luisa Enrichetta d'Orange               |                                                              |  |  |       |  |  | Federico I di Prussia |  |  |                                   |  |
| Federico Guglielmo I di Prussia             |                                            |                                         |                                                              |  |  |       |  |  | Federico I di Prussia |  |  |                                   |  |
|                                             |                                            | Sofia Carlotta di Hannover              | Ernesto Augusto di Hannover                                  |  |  |       |  |  |                       |  |  |                                   |  |
|                                             |                                            | Sofia Carlotta di Hannover              | Ernesto Augusto di Hannover                                  |  |  |       |  |  |                       |  |  |                                   |  |
|                                             |                                            | Sofia Carlotta di Hannover              | Sofia del Palatinato                                         |  |  |       |  |  |                       |  |  |                                   |  |
| Augusto Guglielmo di Prussia                |                                            | Sofia Carlotta di Hannover              |                                                              |  |  |       |  |  |                       |  |  |                                   |  |
|                                             |                                            | Giorgio I d'Inghilterra                 | Ernesto Augusto di Hannover                                  |  |  |       |  |  |                       |  |  |                                   |  |
|                                             |                                            | Giorgio I d'Inghilterra                 | Ernesto Augusto di Hannover                                  |  |  |       |  |  |                       |  |  |                                   |  |
|                                             |                                            | Giorgio I d'Inghilterra                 | Sofia del Palatinato                                         |  |  |       |  |  |                       |  |  |                                   |  |
| Sofia Dorotea di Hannover                   |                                            | Giorgio I d'Inghilterra                 |                                                              |  |  |       |  |  |                       |  |  |                                   |  |
|                                             |                                            | Sofia Dorotea di Celle                  | Giorgio Guglielmo di Brunswick-Lüneburg                      |  |  |       |  |  |                       |  |  |                                   |  |
|                                             |                                            | Sofia Dorotea di Celle                  | Giorgio Guglielmo di Brunswick-Lüneburg                      |  |  |       |  |  |                       |  |  |                                   |  |
|                                             |                                            | Sofia Dorotea di Celle                  | Éléonore d'Esmier d'Olbreuse                                 |  |  |       |  |  |                       |  |  |                                   |  |
| Guglielmina di Prussia                      |                                            | Sofia Dorotea di Celle                  |                                                              |  |  |       |  |  |                       |  |  |                                   |  |
|                                             | Ferdinando Alberto I di Brunswick-Lüneburg | Augusto di Brunswick-Lüneburg           |                                                              |  |  |       |  |  |                       |  |  |                                   |  |
|                                             | Ferdinando Alberto I di Brunswick-Lüneburg | Augusto di Brunswick-Lüneburg           |                                                              |  |  |       |  |  |                       |  |  |                                   |  |
|                                             | Ferdinando Alberto I di Brunswick-Lüneburg | Sofia Elisabetta di Meclemburgo-Güstrow |                                                              |  |  |       |  |  |                       |  |  |                                   |  |
| Ferdinando Alberto II di Brunswick-Lüneburg | Ferdinando Alberto I di Brunswick-Lüneburg |                                         |                                                              |  |  |       |  |  |                       |  |  |                                   |  |
|                                             |                                            | Cristina d'Assia-Eschewege              | Federico d'Assia-Eschewege                                   |  |  |       |  |  |                       |  |  |                                   |  |
|                                             |                                            | Cristina d'Assia-Eschewege              | Federico d'Assia-Eschewege                                   |  |  |       |  |  |                       |  |  |                                   |  |
|                                             |                                            | Cristina d'Assia-Eschewege              | Eleonora Caterina del Palatinato-Zweibrücken-Kleeburg        |  |  |       |  |  |                       |  |  |                                   |  |
| Luisa Amalia di Brunswick-Wolfenbüttel      |                                            | Cristina d'Assia-Eschewege              |                                                              |  |  |       |  |  |                       |  |  |                                   |  |
|                                             |                                            | Luigi Rodolfo di Brunswick-Lüneburg     | Antonio Ulrico di Brunswick-Lüneburg                         |  |  |       |  |  |                       |  |  |                                   |  |
|                                             |                                            | Luigi Rodolfo di Brunswick-Lüneburg     | Antonio Ulrico di Brunswick-Lüneburg                         |  |  |       |  |  |                       |  |  |                                   |  |
|                                             |                                            | Luigi Rodolfo di Brunswick-Lüneburg     | Elisabetta Giuliana di Schleswig-Holstein-Sonderburg-Norburg |  |  |       |  |  |                       |  |  |                                   |  |
| Antonietta Amalia di Brunswick-Wolfenbüttel |                                            | Luigi Rodolfo di Brunswick-Lüneburg     |                                                              |  |  |       |  |  |                       |  |  |                                   |  |
|                                             |                                            | Cristina Luisa di Oettingen-Oettingen   | Alberto Ernesto I di Oettingen-Oettingen                     |  |  |       |  |  |                       |  |  |                                   |  |
|                                             |                                            | Cristina Luisa di Oettingen-Oettingen   | Alberto Ernesto I di Oettingen-Oettingen                     |  |  |       |  |  |                       |  |  |                                   |  |
|                                             |                                            | Cristina Luisa di Oettingen-Oettingen   | Cristina Federica di Württemberg-Stoccarda                   |  |  |       |  |  |                       |  |  |                                   |  |
|                                             |                                            | Cristina Luisa di Oettingen-Oettingen   |                                                              |  |  |       |  |  |                       |  |  |                                   |  |